# Saltos ornamentais no Campeonato Europeu de Esportes Aquáticos de 2016 - Trampolim 3 m individual masculino
A prova do trampolim 3 m individual masculino dos saltos ornamentais no Campeonato Europeu de Esportes Aquáticos de 2016 ocorreu no dia 12 de maio em Londres, no Reino Unido. 

## Calendário
| Fase       | Data       | Hora  |
| ---------- | ---------- | ----- |
| Preliminar | 12 de maio | 11:30 |
| Final      | 12 de maio | 19:30 |

Todos os horários estão no horário local (UTC+0)

## Medalhistas
| Ouro                   | Prata              | Bronze             |
| Evgeny Kuznetsov (RUS) | Jack Laugher (GBR) | Illya Kvasha (UKR) |

## Resultados
Esses foram os resultados da competição.
| Pos.              | Saltador             | Nacionalidade | Preliminar | Preliminar | Final  | Final |
| Pos.              | Saltador             | Nacionalidade | Pontos     | Pos.       | Pontos | Pos.  |
| ----------------- | -------------------- | ------------- | ---------- | ---------- | ------ | ----- |
| Medalha de ouro   | Evgeny Kuznetsov     | Rússia        | 405.15     | 6          | 497.90 | 1     |
| Medalha de prata  | Jack Laugher         | Reino Unido   | 495.05     | 1          | 473.60 | 2     |
| Medalha de bronze | Illya Kvasha         | Ucrânia       | 400.70     | 8          | 463.85 | 3     |
| 4                 | Ilya Zakharov        | Rússia        | 433.20     | 2          | 457.75 | 4     |
| 5                 | Patrick Hausding     | Alemanha      | 432.25     | 3          | 433.05 | 5     |
| 6                 | Giovanni Tocci       | Itália        | 424.25     | 5          | 432.30 | 6     |
| 7                 | Matthieu Rosset      | França        | 430.50     | 4          | 419.90 | 7     |
| 8                 | Oliver Dingley       | Irlanda       | 404.35     | 7          | 414.50 | 8     |
| 9                 | Martin Wolfram       | Alemanha      | 394.55     | 9          | 384.50 | 9     |
| 10                | Nicolás García       | Espanha       | 388.85     | 10         | 379.35 | 10    |
| 11                | Oleh Kolodiy         | Ucrânia       | 386.70     | 11         | 364.15 | 11    |
| 12                | Alberto Arévalo      | Espanha       | 373.90     | 12         | 311.75 | 12    |
| 13                | Yorick de Bruijn     | Países Baixos | 373.45     | 13         |        |       |
| 14                | Michele Benedetti    | Itália        | 372.65     | 14         |        |       |
| 15                | Guillaume Dutoit     | Suíça         | 370.35     | 15         |        |       |
| 16                | Yury Naurozau        | Bielorrússia  | 358.40     | 16         |        |       |
| 17                | Constantin Blaha     | Áustria       | 356.40     | 17         |        |       |
| 18                | Jonathan Suckow      | Suíça         | 352.80     | 18         |        |       |
| 19                | Chola Chanturia      | Geórgia       | 349.10     | 19         |        |       |
| 20                | Vinko Paradzik       | Suécia        | 344.80     | 20         |        |       |
| 21                | Frederick Woodward   | Reino Unido   | 341.05     | 21         |        |       |
| 22                | Joey van Etten       | Países Baixos | 337.35     | 22         |        |       |
| 23                | Alexis Jandard       | França        | 331.20     | 23         |        |       |
| 24                | Kacper Lesiak        | Polónia       | 324.90     | 24         |        |       |
| 25                | Yauheni Karaliou     | Bielorrússia  | 310.15     | 25         |        |       |
| 26                | Jouni Kallunki       | Finlândia     | 295.15     | 26         |        |       |
| 27                | Fabian Brandl        | Áustria       | 288.55     | 27         |        |       |
| 28                | Aleksandre Gujabidze | Geórgia       | 249.90     | 28         |        |       |